# Japanse getallen
De Japanse getallen, de telwoorden die gebruikt worden in de Japanse taal, zijn volledig gebaseerd op de Chinese cijfers en volgen de Chinese traditie waarbij de getallen worden gegroepeerd per groottes 10.000. Er zijn twee manieren van uitspraak voor de getallen in het Japans. De eerste manier is gebaseerd op de Sino-Japanse (on'yomi) manier van lezen van de Chinese karakters en de tweede is gebaseerd op de Japanse yamato kotoba (inheemse kun'yomi-manier van lezen).

## Meest gebruikte getallen in het Japans
Er zijn twee manieren om getallen te schrijven in het Japans; dat zijn het gebruik van Arabische cijfers (1, 2, 3, ...) of de Chinese cijfers (一, 二, 三, ...). In horizontale regels (yokogaki) worden vaker Arabische cijfers gebruikt en in verticale regels (tategaki) Chinese cijfers.
Sommige getallen hebben meerdere namen.
| Getallen               | Karakter  | Normale uitspraak | On-uitspraak         | Kun-uitspraak                  |
| ---------------------- | --------- | ----------------- | -------------------- | ------------------------------ |
| 0                      | 零 / 〇 * | zero              | rei / れい           | zero / ぜろ                    |
| 1                      | 一        | ichi              | ichi / いち          | hito(tsu) / ひと・つ           |
| 2                      | 二        | ni                | ni, ji / に, じ      | futa(tsu) / ふた・つ           |
| 3                      | 三        | san               | san / さん           | mi(ttsu) / み・っつ            |
| 4                      | 四        | yon               | shi / し             | yon, yo(ttsu) / よん、よ・っつ |
| 5                      | 五        | go                | go / ご              | itsu(tsu) / いつ・つ           |
| 6                      | 六        | roku              | roku / ろく          | mu(ttsu) / む・っつ            |
| 7                      | 七        | nana              | shichi / しち        | nana(tsu) / なな・つ           |
| 8                      | 八        | hachi             | hachi / はち         | ya(ttsu) / や・っつ            |
| 9                      | 九        | kyū               | kyū, ku / きゅう, く | kokono(tsu) / ここの・つ       |
| 10                     | 十        | jū                | jū / じゅう          | tō / とお                      |
| 20                     | 二十      | ni-jū             | ni-jū / にじゅう     | hata(chi) / はた・ち           |
| 30                     | 三十      | san-jū            | san-jū / さんじゅう  | miso / みそ                    |
| 100                    | 百        | hyaku             | hyaku / ひゃく       | (momo / もも)                  |
| 1.000                  | 千        | sen               | sen / せん           | (chi / ち)                     |
| 10.000                 | 万        | man               | man / まん           | (yorozu / よろず)              |
| 100.000.000            | 億        | oku               | oku / おく           | -                              |
| 1.000.000.000.000      | 兆        | chō               | chō / ちょう         | -                              |
| 10.000.000.000.000.000 | 京        | kei               | kei / けい           | -                              |
* De speciale manier van lezen van 〇, maru (wat "rond" of "cirkel" betekent) kan ook gevonden worden in teksten. Het wordt gebruikt om individuele cijfers in getallen uit te spreken. Een populair voorbeeld hiervan is de beroemde winkel "109" in Shibuya (Tokio), wat gelezen moet worden als een-nul-negen met als uitspraak ichi-maru-kyū. (Het kan ook gelezen worden als tien-negen met als uitspraak tō-kyū wat een woordspeling is op de naam van het Tokyu-warenhuis, die het gebouw waarin de winkel gevestigd is, bezit. Als getal wordt het altijd geschreven als 0 of als niets (零, rei).
Vanaf 万, beginnen alle cijfers die een macht van 10.000 aanduiden met 一 (ichi) indien er geen andere cijfers voorstaan. Dit houdt in dat 100 enkel 百 hyaku is, 1000 enkel 千 sen, maar 10.000 is 一万 ichiman en niet man.
De getallen 4 en 9 worden gezien als ongeluksgetallen in Japan: 4, dat uitgesproken wordt als shi, heeft dezelfde uitspraak als dood (死). 9, dat uitgesproken wordt als ku, heeft dezelfde uitspraak als lijden (苦). Zie tetraphobie voor meer uitleg. Het getal 13 wordt soms ook gezien als een ongeluksgetal, dit komt door invloed van westelijke tradities.
In modern Japans wordt voor alle getallen de on-uitspraak gebruikt met uitzondering van de getallen 4 en 7, die yon en nana heten. Alternatieve uitspraken worden gebruikt in de namen van maanden, dagen, gezegden en uitspraken. Bijvoorbeeld de decimale fractie 4,79 wordt altijd uitgesproken als yon-ten nana kyū, terwijl april, juli en september de namen shi-gatsu (4de maand), shichi-gatsu (7de maand) en ku-gatsu (9de maand) hebben.
Met de cijfers worden getallen gemaakt door de geprefereerde methode van uitspraak van het getal te combineren met de uitspraak van de getallen met de uitspraak van een karakter dat een meervoud is van 10:
- tientallen van 20 tot 90 zijn "(getal)-jū",
- honderdtallen van 200 tot 900 zijn "(getal)-hyaku",
- duizendtallen van 2.000 tot 9.000 zijn "(getal)-sen",
- tienduizendtallen van 20.000 tot 90.000 zijn "(getal)-man",
- enzovoort.
- Aanvullend, de tientallen van 30 tot 90 worden met de kun manier van uitspraak gevormd door "(getal)-so", waarbij het getal ook de kun uitspraak gebruikt: miso (30), yoso (40), iso (50), muso (60), nanaso (70), yaso (80), kokonoso (90). Variaties hierop zijn het gebruiken van i voor 50 en het achtervoegsel -ji voor 20 tot 90, maar deze variaties worden over het algemeen niet gebruikt in modern Japans.

Er zijn een aantal fonologische veranderingen bij grotere getallen die te maken hebben met intonatie of geminatie van zekere medeklinkers, wat typerend is voor Japans dankzij rendaku. Bijvoorbeeld: roku("zes") en hyaku("honderd") vormen samen roppyaku "zeshonderd".
Bij grote getallen worden elementen gecombineerd van grootste naar kleinste en zijn alle nullen impliciet.
Bij het berekenen van het getal kan de volgende regel gevolgd worden: Als een eenheid voor een tiental of hoger staat, dan is het keer. Als een tiental voor een eenheid staat dan is het optellen. Bijvoorbeeld: de cijfers "七"(7) en "十"(10). Indien de 7 voor de 10 staat (七十) dan is het 七(7) × 十(10) = 70. indien de 10 voor de 7 staat (十七) dan is het 十(10) + 七(7) = 17.
In de tweede tabel hieronder zijn de elementen gekleurd om aan te geven wat de grootte is van elk element.
| Getal | Karakter         | Uitspraak                        |
| ----- | ---------------- | -------------------------------- |
| 11    | 十一             | jū ichi                          |
| 17    | 十七             | jū nana / jū shichi              |
| 151   | 百五十一         | hyaku go-jū ichi                 |
| 302   | 三百二           | san-byaku ni*                    |
| 469   | 四百六十九       | yon-hyaku roku-jū kyū            |
| 2025  | 二千二十五       | ni-sen ni-jū go                  |
| 23711 | 二万三千七百十一 | ni-man sanzen nana-hyaku jū ichi |

| 六百六京千九百三十一兆四千九百十三億千二百五十九万四千八百九十六                                          | 六百六京千九百三十一兆四千九百十三億千二百五十九万四千八百九十六 | 六百六京千九百三十一兆四千九百十三億千二百五十九万四千八百九十六 | 六百六京千九百三十一兆四千九百十三億千二百五十九万四千八百九十六 |
| karakters                                                                                                 | getal                                                            | uitspraak                                                        | voluit                                                           |
| --- | ---------------------------------------------------------------- | ---------------------------------------------------------------- | ---------------------------------------------------------------- |
| 六百六京                                                                                                  | 606 (六百六) × 10¹⁶(京)                                          | roppyaku roku kei                                                | 6060000000000000000                                              |
| 千九百三十一兆                                                                                            | 1931(千九百三十一) × 10¹²(兆)                                    | sen kyū-hyaku san-jū ichi chō                                    | 1931000000000000                                                 |
| 四千九百十三億                                                                                            | 4913(四千九百十三) × 10⁸(億)                                     | yon-sen kyū-hyaku jū san oku                                     | 491300000000                                                     |
| 千二百五十九万                                                                                            | 1259(千二百五十九) × 10⁴(万)                                     | sen ni-hyaku go-jū kyū man                                       | 12590000                                                         |
| 四千八百九十六                                                                                            | 4896                                                             | yon sen happyaku kyū jū roku                                     | 4896                                                             |
| |                                                                  |                                                                  | 6061931491312594896                                              |
| Om dit getal uit te spreken moet men alle vijf uitspraken achterelkaar uitspreken van boven naar beneden. |                                                                  |                                                                  |                                                                  |

* Hyaku wordt byaku dankzij rendaku.

## Machten van 10

### Grote getallen
Naar aanleiding van de Chinese traditie worden grote getallen gegroepeerd per myriaden (elke 10.000) in plaats van het groeperen per 1000 zoals in het Westen gebruikelijk is.
| Orde      | 104 | 108 | 1012 | 1016 | 1020 | 1024    | 1028 | 1032 | 1036 | 1040 | 1044 | 1048 | 1052 of 1056 | 1056 of 1064 | 1060 of 1072  | 1064 of 1080 | 1068 of 1088 |
| Karakter  | 万  | 億  | 兆   | 京   | 垓   | 𥝱, 秭  | 穣   | 溝   | 澗   | 正   | 載   | 極   | 恒河沙       | 阿僧祇       | 那由他/那由多 | 不可思議     | 無量大数     |
| Uitspraak | man | oku | chō  | kei  | gai  | jo, shi | jō   | kō   | kan  | sei  | sai  | goku | gōgasha      | asōgi        | nayuta        | fukashigi    | muryōtaisū   |

De variatie in de waarden komt door Jinkōki, de oudste wiskundetekst van Japan. De eerste editie werd gepubliceerd in 1627, en bevatte veel fouten. Veel van deze fouten werden verbeterd in de tweede editie uit 1631. In 1634 was er een derde editie die opnieuw een aantal waardes veranderde. De bovenstaande variaties zijn het gevolg van de verschillen tussen de tweede en de derde editie. In de bovenstaande tabel is de eerst genoemde waarde, de versie uit de derde editie, de meest gebruikelijke betekenis.
Voorbeelden: (scheidingen per groep van vier cijfers is ter verduidelijking van de voorbeelden)
- 1 0000 : 一万 (ichi-man)
- 983 6703 : 九百八十三万 六千七百三 (kyū-hyaku hachi-jū san man, roku-sen nana-hyaku san)
- 20 3652 1801 : 二十億 三千六百五十二万 千八百一 (ni-jū oku, san-zen rop-pyaku go-jū ni-man, sen hap-pyaku ichi)

Getallen die geschreven worden met Arabische cijfers, worden gescheiden met komma's per groep van drie cijfers volgens Westerse conventies. Indien Arabische cijfers en kanji gecombineerd worden, is het gebruikelijk alleen waarden kleiner dan 10.000 te schrijven met daarachter de macht in kanji. Bijvoorbeeld: 2,500万 voor 25,000,000).
In het Japans is het gebruikelijk om, wanneer een nummer geschreven wordt in kanji, de nullen niet op te schrijven voor alle machten van tien. Dus 4002 is 四千二 (in tegenstelling tot het Chinees waarbij het verplicht is om 零 te gebruiken, indien er een of meer nullen staan. 4002 is dan 四千零二). In tegenstelling hiermee wordt de nul soms uitgesproken als tobi (飛び) of tonde (飛んで) om aan te geven dat er een of meer nullen niet opgeschreven zijn. Bijvoorbeeld: yon-sen tobi ni of yon-sen tonde ni kan gebruikt worden in plaats van het gebruikelijke yon-sen ni.

### Decimale fracties
Het Japans heeft twee systemen om decimale fracties aan te geven. Ze worden beide nog maar weinig gebruikt behalve voor het noteren van het slaggemiddelde en veldgemiddelde van spelers bij honkbal, winstpercentage van sportteams, zekere idiomen zoals 五分五分の勝負 "een kans van fifty-fifty") en bij het vermelden van een kortingspercentage.
Het eerste systeem is als volgt:
| Orde      | 10−1 | 10−2 | 10−3 | 10−4 | 10−5  | 10−6 | 10−7 | 10−8 | 10−9 | 10−10 | 10−11 | 10−12 | 10−13 | 10−14  | 10−15 | 10−16    | 10−17  | 10−18   | 10−19   | 10−20 | 10−21 | 10−22  | 10−23  | 10−24       |
| Karakter  | 分   | 厘   | 毛   | 糸   | 忽    | 微   | 繊   | 沙   | 塵   | 埃    | 渺    | 漠    | 模糊  | 逡巡   | 須臾  | 瞬息     | 弾指   | 刹那    | 六徳    | 虚空  | 清浄  | 阿頼耶 | 菴摩羅 | 涅槃寂静    |
| Uitspraak | bu   | rin  | mō   | shi  | kotsu | bi   | sen  | sha  | jin  | ai    | byō   | baku  | moko  | shunju | shuyu | shunsoku | danshi | setsuna | rittoku | gokū  | seijō | araya  | ammara | nehanjakujō |

Dit systeem maakt gebruik van de traditionele Japanse meeteenheden. Een aantal van deze namen die gebruikt worden, vertegenwoordigen een fractie van een shaku.
Het andere systeem voor het weergeven van fracties voor kortingen maakt gebruik van de bovenstaande waarden maar deelt deze door tien. Hierdoor wordt bu een honderdste, enzovoort. De eenheid voor "een tiende" wordt wari:
| Orde      | 10−1 | 10−2 | 10−3 | 10−4 | 10−5 |
| Karakter  | 割   | 分   | 厘   | 毛   | 糸   |
| Uitspraak | wari | bu   | rin  | mō   | shi  |

Dit wordt veel gebruikt bij prijzen. Als voorbeelden:
- 一割五分引き (ichi-wari go-bu biki): 15% korting
- 打率三割八分九厘 (daritsu san-wari hachi-bu kyū-rin): een slaggemiddelde van .389

Met uitzondering van wari en bu worden deze waarden maar zelden gebruikt in moderne tijden. Decimale fracties worden over het algemeen geschreven met Kanji (verticaal) of met Arabische cijfers (horizontaal) met een decimale punt ervoor. In geschreven vorm kunnen ze de gecombineerd worden met het traditionele systeem om nummers uit te drukken, (bijvoorbeeld: 42.195 kilometer: 四十二・一九五 キロメートル, waarbij het getal achter de komma(・) in machten van tien wordt uitgedrukt), of met het Chinese systeem van plaatswaardes, waarbij de nul expliciet geschreven wordt (50.04 procent: 五〇・〇四 パーセント.). In beide gevallen wordt de traditionele manier van lezen gebruikt. (dus yon-jū ni-ten ichi-kyū go kiromētoru voor 42.195 kilometer en go ju-tten rei-yon pāsento voor 50.04 procent.)

### Boeddhistische invloeden
De boeddhistische invloeden komen uit het boeddhistische verleden en komen tot uiting in de ongebruikelijk lange namen van sommige waarden. Een voorbeeld hiervan is kōgasha (恒河沙), dat letterlijk vertaald "zand van de Ganges" betekent, en gezien werd als de belichaming van de oneindigheid van de wereld. Het woord fukashigi (不可思議), tegenwoordig geschreven in verkorte vorm als fushigi (不思議), betekent mysterieus, mirakel of capaciteiten van een Boeddha. De laatste macht van tien, muryōtaisū (無量大数), betekent letterlijk ontelbaar groot getal.
De kleinste fractie, nehanjakujō (涅槃寂静), refereert aan Nirwana.

## Formele getallen
Net als bij de Chinese cijfers bestaat er in Japan een aparte set kanji met de naam daiji (大字) die gebruikt worden als cijfers in juridische en financiële documenten om individuen met kwade bedoelingen ervan te weerhouden een aantal strepen toe te voegen om zodoende een 1 te veranderen in een 2 of een 3. De formele getallen zijn identiek aan de Chinese formele getallen op een aantal kleine variaties na. Tegenwoordig worden alleen de formele getallen voor 1, 2, 3 en 10 gebruik in juridische documenten.

Dit zijn de vier karakters waarvan de waarde veranderd kan worden in een hogere waarde door strepen toe te voegen. (1 naar 2, 2 naar 3, 3 naar 5. 10 naar 1000). In sommige gevallen wordt het cijfer 1 expliciet geschreven zoals 壱百壱拾 voor 110 in plaats van 百十 zoals het normaal geschreven wordt.
| Getal | Normaal | Formeel    | Formeel   |
| Getal | Normaal | In gebruik | Verouderd |
| ----- | ------- | ---------- | --------- |
| 1     | 一      | 壱         | 壹        |
| 2     | 二      | 弐         | 貳        |
| 3     | 三      | 参         | 參        |
| 4     | 四      | 四         | 肆        |
| 5     | 五      | 五         | 伍        |
| 6     | 六      | 六         | 陸        |
| 7     | 七      | 七         | 柒, 漆    |
| 8     | 八      | 八         | 捌        |
| 9     | 九      | 九         | 玖        |
| 10    | 十      | 拾         | 拾        |
| 100   | 百      | 百         | 佰        |
| 1000  | 千      | 千         | 阡, 仟    |
| 10000 | 万      | 万, 萬     | 萬        |

De huidige vier bankbiljetten van de Japanse yen: 1000-yen, 2000-yen, 5000-yen en 10000-yen, gebruiken de formele getallen 千, 弐千, 五千, en 壱万 respectievelijk.

## Oud-Japans
Oud-Japans heeft enkele overeenkomsten met de latere periodes, maar had ook een aantal unieke getallen, die tegenwoordig niet meer gebruikt worden.
Opmerkingen:
- De transcriptie is gebaseerd op het foneem en is niet fonetisch.
- Zie Jōdai Tokushu Kanazukai voor meer informatie over de subscript getallen.

| Getal | Uitspraak   | Voorbeeld | Opmerking                                                                                 |
| ----- | ----------- | --- | ----------------------------------------------------------------------------------------- |
| 1     | hi1to2      | hi1to2hi1 (1 dag), hi1to2to2se (1 jaar)                                                                       |                                                                                           |
| 2     | huta        | hutayo1 (2 nachten)                                                                                           |                                                                                           |
| 3     | mi1         | mi1so1 (30)                                                                                                   |                                                                                           |
| 4     | yo2         | yo2so1 (40), yo2tari (4 mensen)                                                                               |                                                                                           |
| 5     | itu         | ituto2se (5 jaren)                                                                                            |                                                                                           |
| 6     | mu          | mutuma (6 klauwen)                                                                                            |                                                                                           |
| 7     | nana        | nanase (vele stroomversnellingen)                                                                             | Vaak gebruikt om veel uit te drukken                                                      |
| 8     | ya          | yakumo1 (vele wolken)                                                                                         | Vaak gebruikt om veel uit te drukken                                                      |
| 9     | ko2ko2no2   | ko2ko2no2hashira (9 nobelen / goden)                                                                          |                                                                                           |
| 10    | to2 / to2wo | to2woka (10 dagen)                                                                                            |                                                                                           |
| 10    | so1         | mi1so1 (30), yo2so1 (40), muso1 (60), yaso (80)                                                               | Werd alleen gebruikt in samengestelde woorden.                                            |
| 20    | hata        | hatati (20), hatatari (20 mensen), hatato2se (20 jaren)                                                       |                                                                                           |
| 50    | i           | ika (50 dagen)                                                                                                |                                                                                           |
| 100   | ho          | iho (500), ihoto2se (500 jaren), ihoyo2 (500 nachten), yaho (800), mi1ho (300), muho (600), ko2ko2no2ho (900) | Gebruikt om een veelvoud van honderd uit te drukken. Vaak gebruikt om veel uit te drukken |
| 100   | mo1mo1      | mo1mo1ka (vele dagen)                                                                                         | Gebruikt om honderd uit te drukken. Vaak gebruikt om veel uit te drukken                  |
| 1000  | ti          | tito2se (1000 jaren, vele jaren)                                                                              | Vaak gebruikt om veel uit te drukken                                                      |